# 2月6日
2月6日是公历（平年）年的第37天，离一年的结束还有328天（闰年是329天）。

## 大事记

### 19世纪以前
- 1579年：天主教馬尼拉總教區成立。
- 1685年：英格蘭國王查理二世駕崩後，其弟詹姆斯二世繼位，為最後一位信奉天主教的英格蘭君主。
- 1778年：法国和美国签署《同盟条约》和《友好贸易条约》，确立两国军事和商业同盟。
- 1788年：麻薩諸塞州批准美國憲法，成為第六個加入聯邦的美國州份。

### 19世紀
- 1819年：英国殖民者斯坦福·莱佛士与天猛公阿都拉曼签订协议，新加坡成为不列颠东印度公司殖民地。
- 1833年：巴伐利亞王子奧托一世被選為第一位近代希臘王國國王。
- 1840年：英国政府代表和毛利族长签署《怀唐伊条约》，新西兰成为大英帝国殖民地。
- 1865年：芬蘭建立與教會堂區分離的現代世俗市鎮制度。
- 1899年：美国参议院正式批准结束美西战争的1898年巴黎条约。
- 1900年：荷兰國會一院批准海牙公约，于海牙成立常设仲裁法院。

### 20世紀
- 1908年：中國上海首次试行有轨电车[1]。
- 1909年：古巴臨時政府瓦解，古巴共和國重獲獨立。
- 1919年：德国建立。
- 1922年：美国、英国、法国、意大利、日本五国签订关于限制海军军备的《华盛顿海军条约》。
- 1928年：中国共產黨黨員周文雍和陈铁军在广州被中华民国国民政府处以死刑，临刑前两人在刑场举行婚礼。
- 1934年：法國巴黎爆發大暴亂。
- 1938年：八路军改为第十八集团军。
- 1952年：英國女王伊麗莎白二世登基。至2014年1月底止為世界上在位時間第二長的國家元首，僅次於1946年即位的泰國國王蒲美蓬·阿杜德。
- 1956年：中華人民共和國國務院發布關於推廣普通話的指示。
- 1958年：载有曼彻斯特联足球俱乐部球员的专机在德国慕尼黑坠毁，造成23人死亡。
- 1959年：美国德州仪器工程師傑克·基爾比为其所发明的申请专利权。
- 1976年：在美國參議院調查聽證會中，洛克希德公司總裁卡爾·柯奇安坦承交付約300萬美元賄款予日本首相田中角榮。
- 1987年：谢育新加盟曾经在当时仍属于荷甲的茨瓦鲁队，成为中国足球运动员转会国外球队的第一人。
- 1993年：比利時決定由中央集權國家改變為聯邦政體國家。
- 1998年：華盛頓國家機場更名為隆納·雷根華盛頓國家機場。

### 21世紀
- 2002年：香港再次出現禽流感疫情。
- 2004年：在莫斯科發生地鐵自殺爆炸事件，41人在此事件喪生，超過100人受傷。車臣分離主義團體遭受到俄羅斯總統普京強烈的譴責，車臣叛軍領導人則否認參與。
- 2012年：时任重庆市副市长兼重庆市公安局局长王立军突然进入美国驻成都总领馆寻求政治避难，滞留一天后“自行离开”，即王立军事件。
- 2016年：台灣高雄市美濃區於台灣時間凌晨3點57分26.1秒發生芮氏規模6.6的地震，重創台南，造成維冠大樓倒塌，這場地震總共造成117人死亡、551人受傷及多處建築物損毀。
- 2017年：旅日圍棋高手謝依旻完成女流棋聖5連霸，獲名譽女流棋聖資格，是日本史上首位擁有名譽女流三冠王。
- 2018年：因美股暴瀉引發亞太區股市骨牌式暴跌，香港、台灣、日本股市收市急跌約5%；滬深股市收市亦急跌約3至4%。
- 2018年：台灣花蓮縣近海於台灣時間23點50分42.6秒發生芮氏規模6.0的地震，造成17人死亡、291人受傷。
- 2021年：台灣高雄市議員黃捷罷免案投票結果不同意票數大於同意票數，因此罷免失敗。
- 2023年：土耳其南部接壤敘利亞邊境發生MW 7.8的強烈地震，造成至少59,259人死亡、121,704人受傷。
- 2024年：智利前總統塞巴斯蒂安·皮涅拉駕駛的Robinson R44直升機墜毀在智利南部蘭科湖，機上其他3人逃生，皮涅拉本人因受困溺水身亡。

## 出生
- 885年：醍醐天皇，日本第60代天皇（930年逝世）
- 1465年：希皮奧內·德爾·費羅，義大利數學家（1526年逝世）
- 1577年：貝亞特麗切·倩契，義大利弒父女子（1599年逝世）
- 1611年：崇禎帝朱由檢，明朝皇帝（1644年逝世）
- 1664年：穆斯塔法二世，鄂圖曼帝國蘇丹（1703年逝世）
- 1665年：安妮女王，大不列顛王國女王（1714年逝世）
- 1695年：尼古拉二世·伯努利，瑞士數學家（1726年逝世）
- 1756年：阿龍·伯爾，美國政治人物，第3任美國副總統（1836年逝世）
- 1797年：理查德·霍伊斯，美國政治人物，第2任邦聯肯塔基州州長（1877年逝世）
- 1802年：查爾斯·惠斯通，英國維多利亞時代科學家、發明家（1875年逝世）
- 1845年：伊西多·史特勞斯，德裔美籍猶太人、商人、政治家，鐵達尼號罹難者（1912年逝世）
- 1874年：瑪格娜·呂克塞特-斯科格曼，挪威裔瑞典女高音歌唱家（1949年逝世）
- 1879年：井手薰，日本建築師（1944年逝世）
- 1895年：貝比·魯斯，美國職業棒球運動員（1948年逝世）
- 1905年：瓦迪斯瓦夫·哥穆爾卡，波蘭政治人物（1982年逝世）
- 1908年：薄一波，中国政治家（2007年逝世）
- 1911年：，美國政治人物，第40任美国总统（2004年逝世）
- 1912年：，納粹德國元首阿道夫·希特勒的妻子（1945年逝世）
- 1916年：約翰·克蘭克，英國數學物理學家（2006年逝世）
- 1917年：莎莎·嘉寶，匈牙利裔美國女演員（2016年逝世）
- 1919年：柳瀨嵩，日本漫畫家、繪本作家、詩人，代表作品《麵包超人》（2013年逝世）
- 1924年：比利·胡禮，英格蘭職業足球運動員（1994年逝世）
- 1940年：黛薇·蘇加諾，日裔印尼商人、社會名流、電視名人、慈善家，前任印尼總統蘇加諾第4任妻子
- 1940年：湯姆·布羅考，美國電視記者、作家
- 1945年：巴布·馬利，牙买加雷鬼樂歌手、作曲家（1981年逝世）
- 1946年：张成泽，原朝鲜劳动党中央政治局委员、朝鲜劳动党中央行政部部长（2013年逝世）
- 1954年：科斯蒂克·達菲諾尤，羅馬尼亞男子拳擊運動員（2022年逝世）
- 1959年：葉璦菱，台灣女歌手、主持人
- 1962年：加加美高浩，日本動畫人物設計師
- 1962年：王繪春，中國男演員
- 1962年：弗朗索瓦·勒庫安特，法國陸軍上將
- 1962年：埃克索爾·羅斯，美國搖滾樂創作歌手、音樂家，硬式搖滾樂團槍與玫瑰主唱
- 1964年：陳為民，台灣男藝人
- 1966年：瑞克·艾斯里，英國著名流行情歌和舞曲男歌手
- 1967年：坂井泉水，日本女歌手（2007年逝世）
- 1967年：蔡一傑，香港男歌手
- 1968年：山岡晃，日本遊戲配樂師、作曲家
- 1969年：喬靖夫，香港小說家、填詞人
- 1969年：福山雅治，日本男歌手、演員
- 1969年：大衛·海特，美國男演員、編劇、製片人、導演
- 1972年：夏克立，加拿大籍台灣主持人、演員
- 1974年：吉野裕行，日本男性聲優
- 1975年：川瀨智子，日本歌手
- 1976年：瑪麗·卡瓦利耶，丹麥王妃
- 1976年：詹姆斯·博之·廖，美國男演員
- 1977年：安德烈·科列斯尼科夫，俄羅斯陸軍少將（2022年逝世）
- 1977年：陳忠義，台灣男歌手
- 1978年：歐倫娜·澤倫斯卡，烏克蘭編劇，現任烏克蘭第一夫人
- 1979年：愛麗絲·魏德爾，德國政治人物、管理諮詢師
- 1980年：能登麻美子，日本女性聲優
- 1980年：中田康貴，日本音樂製作人
- 1981年：胡杨林，中國女歌手
- 1982年：Tank，台灣男歌手
- 1983年：梅露絲·畢卡史達夫，美國時裝設計師、模特兒
- 1984年：張子萱，中國女演員
- 1985年：竹井詩織里，日本女歌手
- 1985年：何蓓蓓，台灣女演員
- 1986年：鄭允浩，韓國男歌手
- 1986年：，美國男演員
- 1991年：蔡思貝，香港女演員
- 1993年：李芷晴，香港女藝人
- 1995年：尼克·德弗里斯，荷蘭賽車手
- 1995年：文鐘業，韓國男子偶像團體B.A.P成員
- 1995年：莱昂·戈雷茨卡，德國足球運動員、慈善家
- 1998年：星野南，日本女子偶像團體乃木坂46成員
- 2000年：康諾·加拉格爾，英格蘭職業足球運動員
- 2000年：尤爾根·拉爾森，挪威職業足球運動員
- 2002年：村竹拉希德，日本男子田徑運動員
- 2004年：亞當·沃頓，英格蘭職業足球運動員
- 生年不詳：川上弘美，日本女性聲優

## 逝世
- 893年：佛提烏，君士坦丁堡普世牧首（約815年出生）
- 1378年：波旁的让娜，法国王后（1338年出生）
- 1515年：阿尔杜斯·马努提乌斯，意大利人文主义学者及印刷商（1449年出生）
- 1593年：正親町天皇，日本第106代天皇（1517年出生）
- 1612年：克里斯托佛·克拉烏，德國數學家（1538年出生）
- 1685年：查理二世，英格蘭國王（1630年出生）
- 1804年：約瑟夫·普利斯特里，英國自然哲學家、化學家（1733年出生）
- 1852年：亞當·艾克菲爾特，美國鑄幣局早期工匠、官員（1769年出生）
- 1865年：林日成，清代台灣民變戴潮春事件領導人之一
- 1904年：落合芳幾，日本浮世繪師（1833年出生）
- 1912年：詹姆斯·B·韦弗，美國政治人物（1833年出生）
- 1918年：古斯塔夫·克里姆特，奥地利象征主义画家（1862年出生）
- 1928年：陳鐵軍，中国共產黨黨員，中国革命家（1904年出生）
- 1928年：周文雍，中国共產黨黨員，中国革命家（1905年出生）
- 1934年：愛德華·懷特·沃許伯恩，美國化學家（1881年出生）
- 1952年：喬治六世，英国國王（1895年出生）
- 1958年：慕尼黑空難中的8名罹難曼聯球員，包括：
  - 羅傑·伯恩，英格蘭職業足球運動員（1929年出生）
  - 汤米·泰勒，英格蘭職業足球運動員（1932年出生）
  - 謝夫·班特，英格蘭職業足球運動員（1932年出生）
  - 萊安姆·維蘭，愛爾蘭職業足球運動員（1935年出生）
- 1964年：埃米利奥·阿奎纳多，菲律賓政治人物，首任菲律賓總統（1869年出生）
- 1973年：艾拉·斯普拉格·鮑恩，美國物理學家、天文學家（1898年出生）
- 1979年：瑪格麗特·哈伍德，美國天文學家（1885年出生）
- 1979年：瑪麗·貝爾，澳洲飛行員（1903年出生）
- 1981年：費德莉卡，希臘王后（1917年出生）
- 1983年：李梅樹，台灣著名藝術家（1902年出生）
- 1986年：山崎实，日裔美国建筑师（1912年出生）
- 1989年：芭芭拉·塔奇曼，美國歷史學家、流行史作家、記者（1912年出生）
- 1992年：靚次伯，省港澳粵劇著名老倌（1905年出生）
- 1993年：穆罕默德·納席爾，印尼政治人物，第5任印尼總理（1908年出生）
- 1993年：阿瑟·阿什，美国网球选手（1943年出生）
- 1994年：杰克·科比，美国漫画家（1917年出生）
- 1995年：夏衍，中國著名電影藝術家、劇作家、作家、文藝活動家（1900年出生）
- 2002年：马克斯·佩鲁茨，奥地利裔英国分子生物学家（1914年出生）
- 2011年：约瑟法·伊洛伊洛，斐濟政治人物，第3任斐濟總統（1920年出生）
- 2011年：蓋瑞·摩爾，英國音樂家（1952年出生）
- 2012年：黄培云，中国金属材料及粉末冶金专家（1917年出生）
- 2012年：安东尼·塔皮埃斯，西班牙画家及雕塑家（1923年出生）
- 2014年：森徹，日本棒球選手（1935年出生）
- 2015年：阿西亞·德耶巴，阿爾及利亞小說家、翻譯家和電影製片人（1936年出生）
- 2016年：孟庭麗，台灣女演員（1965年出生）
- 2017年：陳鑑泉，香港工會領袖及前立法局議員（1925年出生）
- 2017年：高鸣，台湾演员（1933年出生）
- 2017年：尼爾·格雷爾斯，美國天體物理學家（1952年出生）
- 2018年：饒宗頤，中國國學大師（1917年出生）
- 2019年：方纫秋，中国足球教练（1929年出生）
- 2019年：李兆基，香港演員（1949年出生）
- 2022年：常楓，台灣男藝人（1923年出生）
- 2022年：拉塔·曼吉茜卡，印度女歌手（1929年出生）
- 2022年：黃文耀，台灣偶戲師，天宇布袋戲創辦人（1956年出生）
- 2023年：盧博米爾·什特勞加爾，捷克斯洛伐克政治人物，前任捷克斯洛伐克總理（1924年出生）
- 2023年：王惠然，中國民族音樂家（1936年出生）
- 2023年：克里斯蒂安·阿特蘇，迦納職業足球運動員（1992年出生）
- 2024年：小泽征爾，日本指揮家（1935年出生）
- 2024年：約翰·布魯頓，愛爾蘭政治人物，第10任愛爾蘭總理（1947年出生）
- 2024年：塞巴斯蒂安·皮涅拉，智利企業家、政治人物，第35、37任智利總統（1949年出生）
- 2025年：黃旭華，中國船舶工程師（1926年出生）

## 节假日和习俗
- 残割女性生殖器官零容忍国际日（英语：International Day of Zero Tolerance for Female Genital Mutilation）
- 新西兰：怀唐伊日
- 俄羅斯、 芬兰、 挪威、 瑞典：萨米民族节
- 美国（加利福尼亚州）：罗纳德·里根节